# Claea trilineatus
Claea trilineatus is een straalvinnige vissensoort uit de familie van de bermpjes (Nemacheilidae). De wetenschappelijke naam van de soort is voor het eerst geldig gepubliceerd in 2010 door Nguyen, Nguyen & Hoang.